# Colletes anceps
Colletes anceps är en biart som beskrevs av Radoszkowski 1891. Colletes anceps ingår i släktet sidenbin, och familjen korttungebin. Inga underarter finns listade i Catalogue of Life.